# 福田陸人
福田 陸人（ふくだ りくと、1999年12月9日 - ）は、ジャパンラグビーリーグワンクボタスピアーズ船橋・東京ベイに所属するラグビーユニオン選手。

## プロフィール
- 栃木県鹿沼市出身[1]。
- ポジションはフッカー(HO)、フランカー(FL)。
- 身長 174 cm、体重 95 kg

## 来歴
小学3年生からラグビーを始めた。
2018年、國學院栃木高校卒業後、明治大学に入る。なお國學院栃木高校時代、高校日本代表候補に選ばれたことがある。
2022年、クボタスピアーズ船橋・東京ベイに加入。
2024年4月27日に行われたJAPAN RUGBY LEAGUE ONE第15節三重ホンダヒート戦にて途中出場でリーグワン公式戦初出場を果たした。